# Castelo de Montségur

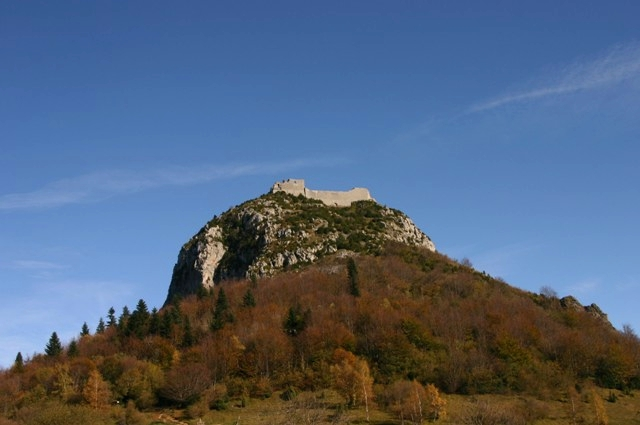
Castelo de Montségur, França.

O Castelo de Montségur localiza-se na comuna de Montségur, no Departamento do Ariège, na região de Midi-Pyrénées,sudoeste da França.
Situa-se no topo da montanha, a 1207 metros de altitude, em posição dominante sobre a vila. Atualmente é considerado como um dos castelos cátaros.
Com efeito, este castelo foi implantado no local arrasado da antiga aldeia fortificada que constituía, até ao cerco de 1244, o local de resistência dos cátaros. As cotas arquiteturais demonstram que o atual castelo foi construído com base na antiga medida da vara inglesa que apenas foi introduzida ulteriormente, o que demonstra que este foi parcialmente reconstruído pela família do novo senhor de seus domínios, o Marechal da Fé Guido II de Lévis, após a sujeição dos cátaros em 16 de março de 1244.

## História
O sítio do atual castelo conheceu três grandes épocas construtivas, ao longo das quais a fortificação evoluiu.
Uma primitiva estrutura foi erigida no cume da montanha (denominado em língua francesa como "pog") da qual não se sabe muito a não ser que se encontrava em ruínas por volta de 1204, data na qual aquela vila foi fortificada sob a direção de Raimundo de Péreille. A esta vila fortificada, ou castro, os arqueólogos denominaram de Montségur II.

### A fortificação cátara
O dispositivo defensivo desta fortificação era diferente daquele que observamos atualmente. O castro, em si mesmo, compreendia a residência fortificada do senhor dos domínios, o castelo (que foi, sem dúvida, restaurado pela casa de Lévis obtendo a sua conformação atual) e a vila cátara da época, envolvidas por uma cintura fortificada. Do lado da atual via, sobressaem três muros de defesa, onde o primeiro se situa ao nível do local onde hoje se adquirem as entradas para as visitas pagas ao castelo. Em uma outra face do "pog", a cerca de oitocentos metros, se ergue uma torre de vigia, (sobre a rocha de "La Tour") dominando uma falésia de oitenta metros de altura. A entrada do castro sob esta torre é defendida por uma barbacã. No interior do recinto da fortificação se erguia uma vila da qual nada mais resta do que alguns terraços a Noroeste do atual castelo. Sobre estes últimos, encontram-se as fundações de muitas habitações, de escadas para comunicação entre os terraços, uma cisterna e um silo.
Montségur abrigou uma importante comunidade cátara. Em 1215, o Quarto Concílio de Latrão denunciou a fortificação como um reduto de heréticos. Em 1229, o papel de Montségur como um abrigo para a Igreja Cátara foi reafirmado pelo Tratado de Meaux-Paris de 1229. A partir de 1232 este papel não cessou de se reafirmar. Paralelamente, o castelo acolheu igualmente os cavaleiros faiditas, que haviam perdido as suas terras pelo Tratado de 1229. Entre estes últimos destacam-se os nomes de Pierre-Roger de Mirepoix, primo de Raimundo de Péreille, que veio a ser o comandante militar de Montségur.

#### O cerco do castro
Na primeira metade do século XIII, a fortificação de Montségur sofreu nada menos do que quatro assédios, dos quais apenas um logrou sucesso:
- 1212 - Guy de Montfort, irmão de Simón IV de Montfort tentou um primeiro assalto;
- 1213 - Simón IV de Montfort repetiu a tentativa;
- Julho de 1241 - Raymond VII de Toulouse, sob as ordens de Luís IX de França começou um cerco que levantou sem mesmo tentar um assalto;
- 1243 – 1244 - Hugues d’Arcis, senescal de Carcassonne, conduziu o último cerco.

Este último foi desencadeado pelo massacre de alguns inquisidores em Avignonet (1242) por um grupo de cerca de sessenta homens procedentes da guarnição de Montségur. O senescal de Carcassonne e o arcebispo de Narbona (Pierre Amiel) foram incumbidos de assediar a fortificação, por ordens de Branca de Castela e Luís IX. Em maio de 1243, os cruzados, em número que ascendia a seis mil homens, cercaram Montségur.
O equilíbrio de forças durou até ao Natal de 1243, quando um punhado de "alpinistas" logrou, após uma audaciosa escalada noturna, assenhorear-se da torre de vigia. A partir deste momento, um "trébuchet" foi içado e ali instalado, passando a atirar, sem descanso, sobre a posição cercada, conforme o testemunham as inúmeras bolas de pedra cortada encontradas no sítio. Cerca de um mês mais tarde, talvez após uma traição local, a barbacã caiu nas mãos dos assaltantes. Um último assalto, lançado em fevereiro foi rechaçado, mas deixando os defensores extremamente enfraquecidos.

#### A rendição da praça-forte

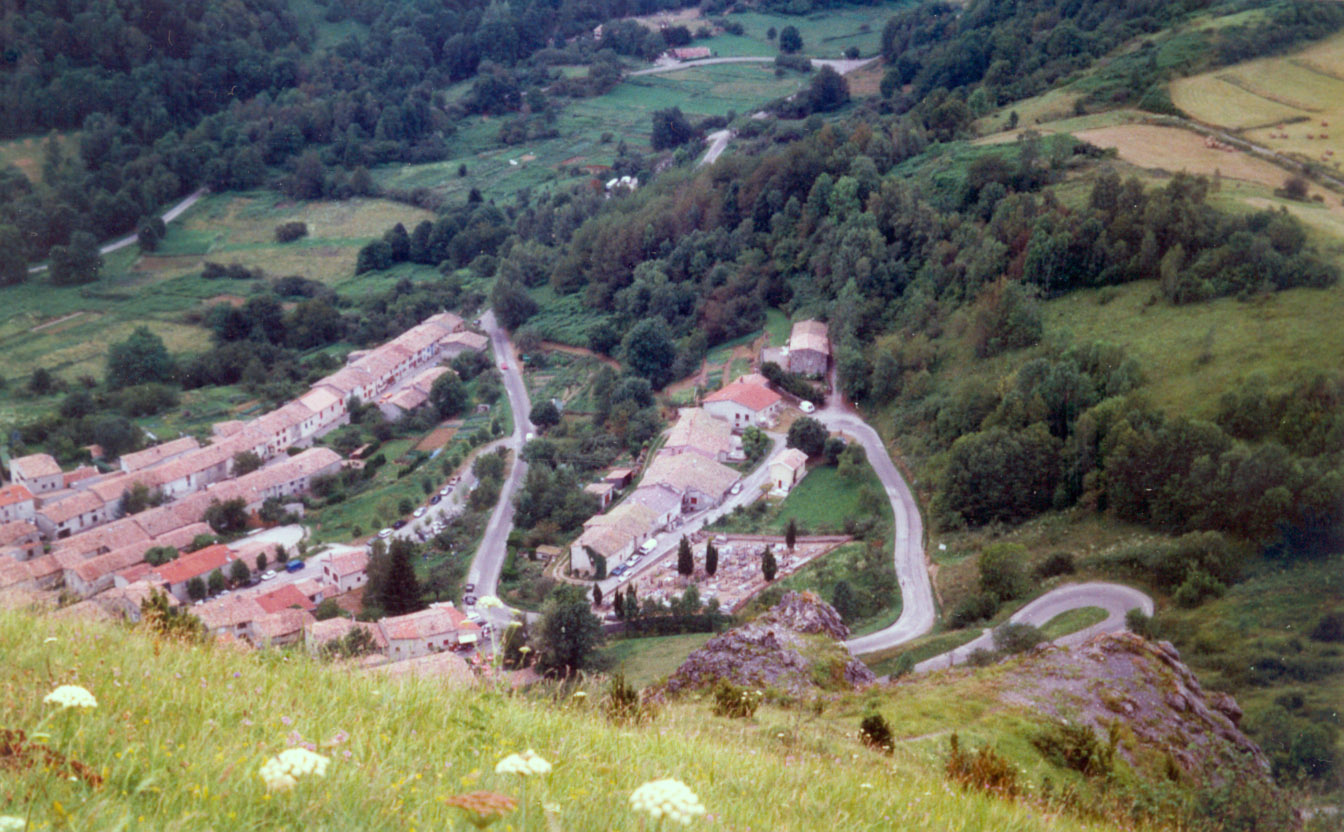
Castelo de Montségur, França: vista interior.

A 1 de março de 1244, Pierre-Roger de Mirepoix se viu forçado a negociar a rendição da praça-forte. Os termos foram os seguintes:
- a vida dos soldados e dos leigos seria poupada;
- os "perfeitos" que negassem a sua fé seriam salvos;
- uma trégua de quinze dias foi acordada, para que os cátaros que desejassem se preparar e receber os últimos sacramentos.

A 16 de março, a fortificação se abriu novamente. Todos os cátaros que não abjuraram da sua fé, pereceram sobre a fogueira, que engoliu assim, um pouco mais de duzentos supliciados (o número varia ligeiramente de acordo com as fontes) incluindo a esposa, a filha e a sogra de Raymond de Péreille.
A tradição sustenta que a fogueira foi montada a cerca de duzentos metros do castro no chamado "Prat dels Cremats" (campo dos queimados) onde uma estela contemporânea foi erigida pela Société du souvenir et des études cathares. Sobre esta última figura a inscrição: "Als cathars, als martirs del pur amor crestian. 16 mars 1244" (Aos cátaros, aos mártires do puro amor cristão. 16 de março de 1244). Entretanto, parece que o verdadeiro local da fogueira está situado sobre a colina acima do estacionamento à direita do desfiladeiro voltado sobre Montferrier.

### Montségur sob o domínio da família de Lévis
Após a tomada do castelo em 1244, os domínios do "pog" retornam a Guido II de Lévis, Marechal da Fé, senhor oficial de Mirepoix desde o Tratado de Paris de 1229. Os restos da aldeia cátara foram arrasados assim como o recinto fortificado externo. O castelo foi restaurado e redimensionado para abrigar uma guarnição de cerca de trinta homens que ali se conservará até à assinatura do Tratado dos Pirenéus (1659). Um documento de 1510 refere o castelo como "defensável". Após o século XVII, perdida a sua função estratégica, o castelo foi abandonado, mergulhando em ruínas.

### A reabilitação do castelo
O castelo foi classificado como monumento histórico em 1875 e o "pog", sobre o qual está situado, acrescentado a esta classificação em 1883.
Desde então, o sítio não parou de incendiar a imaginação popular a tal ponto que muitos não hesitaram em escavar o "pog" a título pessoal, em busca de um tesouro supostamente ali oculto.
A campanha de restauração do castelo, iniciada paradoxalmente apenas em 1947 sustou estas degradações mas apagou, ao mesmo tempo, alguns testemunhos arqueológicos. Esta restauração motivou uma prospeção espeleológica da montanha, promovida pela Société spéléologique de l'Ariège. Esta última conduziu, em 1964, à exumação de uma sepultura no local denominado "aven du trébuchet".
Em 1968 foi fundado o Groupe de Recherche Archéologique de Montségur et Environs (GRAME), que desde então vem conduzindo várias campanhas de prospecção arqueológica no sítio.

## Os mitos em torno de Montségur
Deve-se ao pesquisador do Ariège, Napoléon Peyrat, a partir de 1870, a redescoberta entusiástica de Montségur, e à inspiração de sua pena a atmosfera romântica que desde então cerca o local, a tal ponto que ainda hoje é difícil para um determinado público admitir que o templo do Paráclito seja apenas um pequeno castelo francês reconstruído no século XIV.

### O fenômeno solar em Montségur
A cada ano, no solstício de Inverno, o primeiro raio de sol no horizonte atravessa o castelo no sentido do seu comprimento, e o solstício de Verão, atravessa os quatro arcos da torre de menagem a Noroeste, com uma precisão milimétrica.
Certos autores vêem neste fenômeno uma ligação entre o culto solar e a religião dos Cátaros.

### O tesouro dos cátaros
Acredita-se que Montségur tenha abrigado o rico tesouro atribuído aos Cátaros. Deste suposto tesouro, entretanto, não dispomos de muitos subsídios. Dois fatos alimentam as especulações em torno do mesmo:
- o primeiro é a fuga, a cavalo, do "Perfeito" Mathieu e do diácono Bonnet, em torno do Natal de 1243, portando "ouro e prata e uma ínfima quantidade de moeda". Acredita-se que este tesouro tenha chegado a Cremona, na Itália, onde uma outra importante comunidade Cátara viveu à época. Esta suposição é reforçada pela comprovada correspondência epistolar entre as duas comunidades.
- um segundo tesouro teria sido salvo durante a trégua de março de 1244, uma vez que é referido que quatro indivíduos evadiram-se de Montségur com um carregamento. Os historiadores conjeturam que este tesouro reuniria numerosos textos heréticos conservados pelos "Perfeitos" na fortificação.

### O graal pirenaico
Montségur foi considerado como sendo o castelo depositário do Santo Graal. Este teria se constituído em uma das peças do suposto tesouro dos Cátaros: o cálice no qual José de Arimateia teria recolhido o Sangue de Jesus Cristo sobre o monte Gólgota para alguns, ou a esmeralda caída da coroa de Lúcifer quando da queda dos Anjos, para outros. O alemão Otto Rahn foi o artífice deste mito, que lhe foi inspirado por um erudito de Ussat-les-Bains, Antonin Gadal.
Otto Rahn havia estudado a história dos Cátaros e apaixonou-se por esta área do Languedoc, rica em lendas. Desse modo, desde 1932, havia se instalado na pequena estação termal de Ussat-les-Bains, no Hotel Marronniers do qual assumiu a gestão. Graças às teorias poéticas de Antonin Gadal, escreveu a "Croisade contre le Graal" que contribuiu ativamente, após a publicação do primeiro ensaio sobre Montségur de Napoléon Peyrat, para a renovação do interesse pela Occitânia.

### Obras gerais
- AUÉ, Michèle (trad. Pleasance, Simon). Discover Cathar Country. Vic-en-Bigorre, France: MSM, 1992. ISBN 2-907899-44-9.
- VIDAL, Jean-Philippe. Les 36 cités et citadelles du Pays Cathare. ISBN 2-7191-0751-4

### Romances históricos
- BAVOUX, Gerard. Le porteur de lumière. Pygmalion, 1996.
- GOUGAUD, Henri. L'Expédition. Éditions du Seuil, 1991.